# Albert Van Hoorick
Albert Alfred Van Hoorick (Aalst, 31 januari 1915 – 19 februari 2000), ook Bert Van Hoorick genoemd, was een Belgisch politicus en schrijver. Hij was van 1959 tot 1970 schepen van Aalst en van 1946 tot 1949 en van 1958 tot 1976 lid van de Kamer van volksvertegenwoordigers.

## Levensloop
Van Hoorick groeide op in een daensistisch en flamingantisch milieu en volgde zijn middelbare studies aan het Atheneum van Aalst, waar hij de Vlaamse studentenbond Iweinkerels oprichtte, dat onderdeel was van het Algemeen Vlaamsch Studentenverbond. Ook had hij politieke sympathieën voor de Frontpartij.
Tijdens zijn studies aan de Rijksuniversiteit Gent evolueerde Van Hoorick meer in de richting van de linksgeoriënteerde Vlaamsche Arbeidersjeugd en distantieerde hij zich van de Frontpartij. In 1933 sloot hij zich aan bij Socialistische Anti-Oorlogsliga en werd hij politiek actief binnen de BWP, waar hij een aanhanger was van de links-radicale stroming rond Paul-Henri Spaak. Nadat Spaak in 1935 toetrad tot de regering, brak Van Hoorick met de BWP en sloot hij zich aan bij de Kommunistische Partij van België. Hij werd al snel een leidend figuur van de Aalsterse KPB en was bestuurslid van de Vlaamse afdeling van de partij.
In mei 1940 nam Van Hoorick deel aan de Achttiendaagse Veldtocht, waarbij hij werd krijgsgevangen genomen door de Duitsers. Na zijn vrijlating werd hij actief in het verzet en in de leiding van de clandestiene KPB. In 1942 werkte hij mee aan de uitbouw van het Onafhankelijkheidsfront in Vlaanderen. In januari 1943 werd hij door de Duitsers gearresteerd en opgesloten in het Fort van Breendonk en later in het concentratiekamp Buchenwald.
Na zijn terugkeer in mei 1945 werd hij hoofdredacteur van De Roode Vaan, de partijkrant van de Belgische communisten. In 1946 werd hij verkozen tot gemeenteraadslid van zijn geboorteplaats Aalst, wat hij bleef tot in 1979. Voor de KPB was hij van 1946 tot 1949 eveneens lid van de Kamer van volksvertegenwoordigers voor het arrondissement Aalst, waar hij een wetsvoorstel indiende om amnestie te verlenen aan minderjarige collaborateurs. Bij de verkiezingen van 1949 werd hij niet herkozen, waarna hij zich noodgedwongen op zijn ambt als gemeenteraadslid concentreerde.
Na de Hongaarse Opstand van 1956 brak hij met de communistische partij en sloot hij zich weer aan bij de Belgische Socialistische Partij, waar hij behoorde tot de Vlaamsgezinde vleugel. Voor de BSP was hij van 1958 tot 1976 opnieuw lid van de Kamer in het arrondissement Aalst. Van 1971 tot 1974 was hij secretaris van de Kamer. Ook was hij voor de BSP van 1959 tot 1970 schepen van Onderwijs en Cultuur in Aalst en leidde hij de Aalsterse partijafdeling.
In de periode december 1971-november 1976 zetelde hij als gevolg van het toen bestaande dubbelmandaat ook in de Cultuurraad voor de Nederlandse Cultuurgemeenschap, die op 7 december 1971 werd geïnstalleerd. Van februari 1972 tot oktober 1976 maakte hij als secretaris deel uit van het Bureau (dagelijks bestuur) van de Cultuurraad. In de Cultuurraad ging zijn belangstelling uit naar de bevordering van het culturele leven en de verbetering van het bibliotheekwezen. Ook was hij voorstander van een zo ruime mogelijke decentralisering en culturele autonomie.
Van Hoorick was bevriend met Louis Paul Boon. Na diens overlijden in 1979 nam hij het initiatief tot het oprichten van een Boon Vereniging waar in 1982 het Louis Paul Boon Genootschap uit voortkwam.

## Prijzen
- 1983 – Arkprijs van het Vrije Woord
- 1991 – Gouden erepenning van het Vlaams Parlement